# Don Giovanni

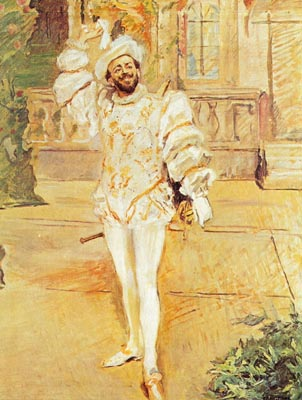
Sångaren Francisco d'Andrade framför Don Giovannis "Champagnearia". Målning av Max Slevogt 1902.

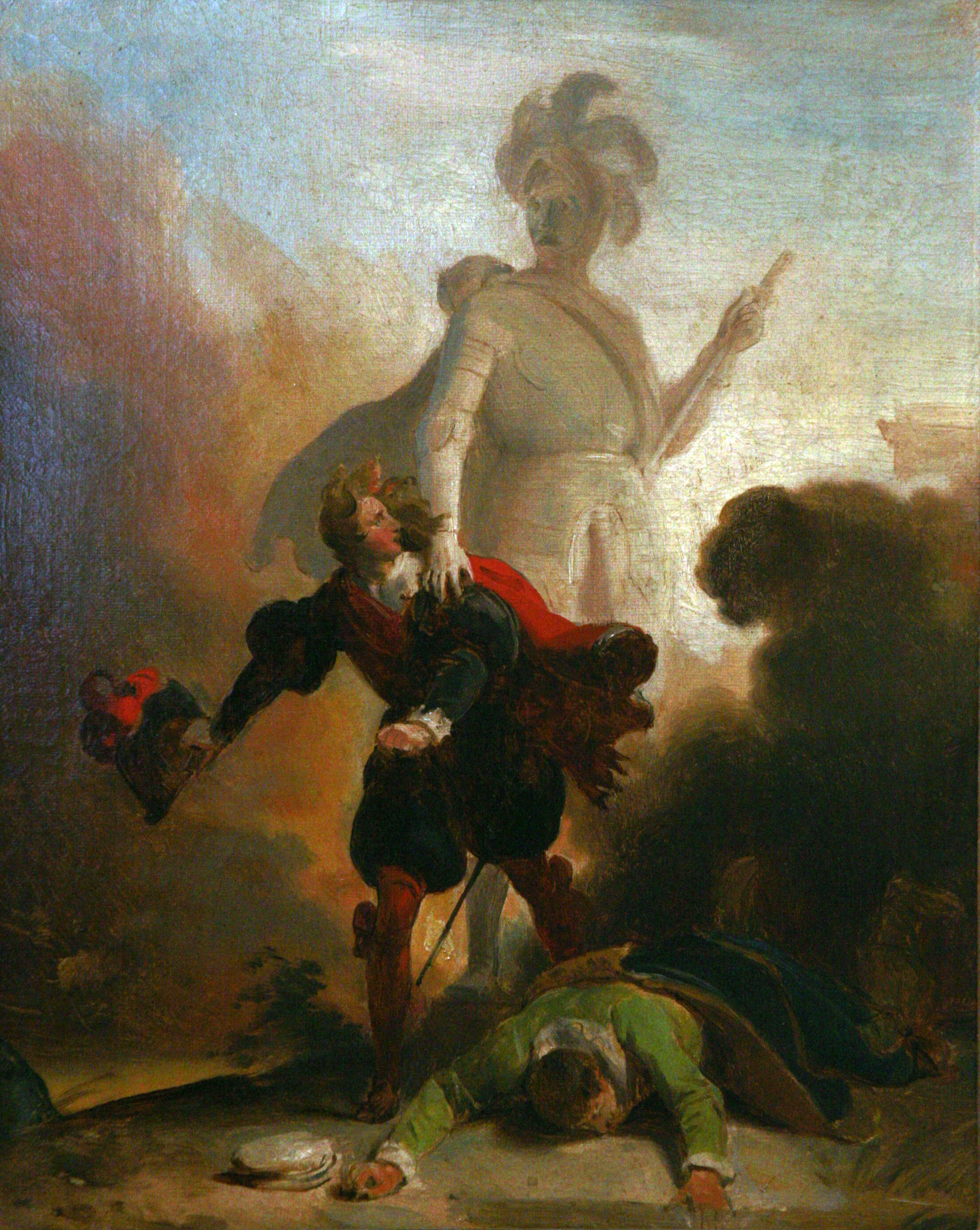
Don Juans möte med stengästen.

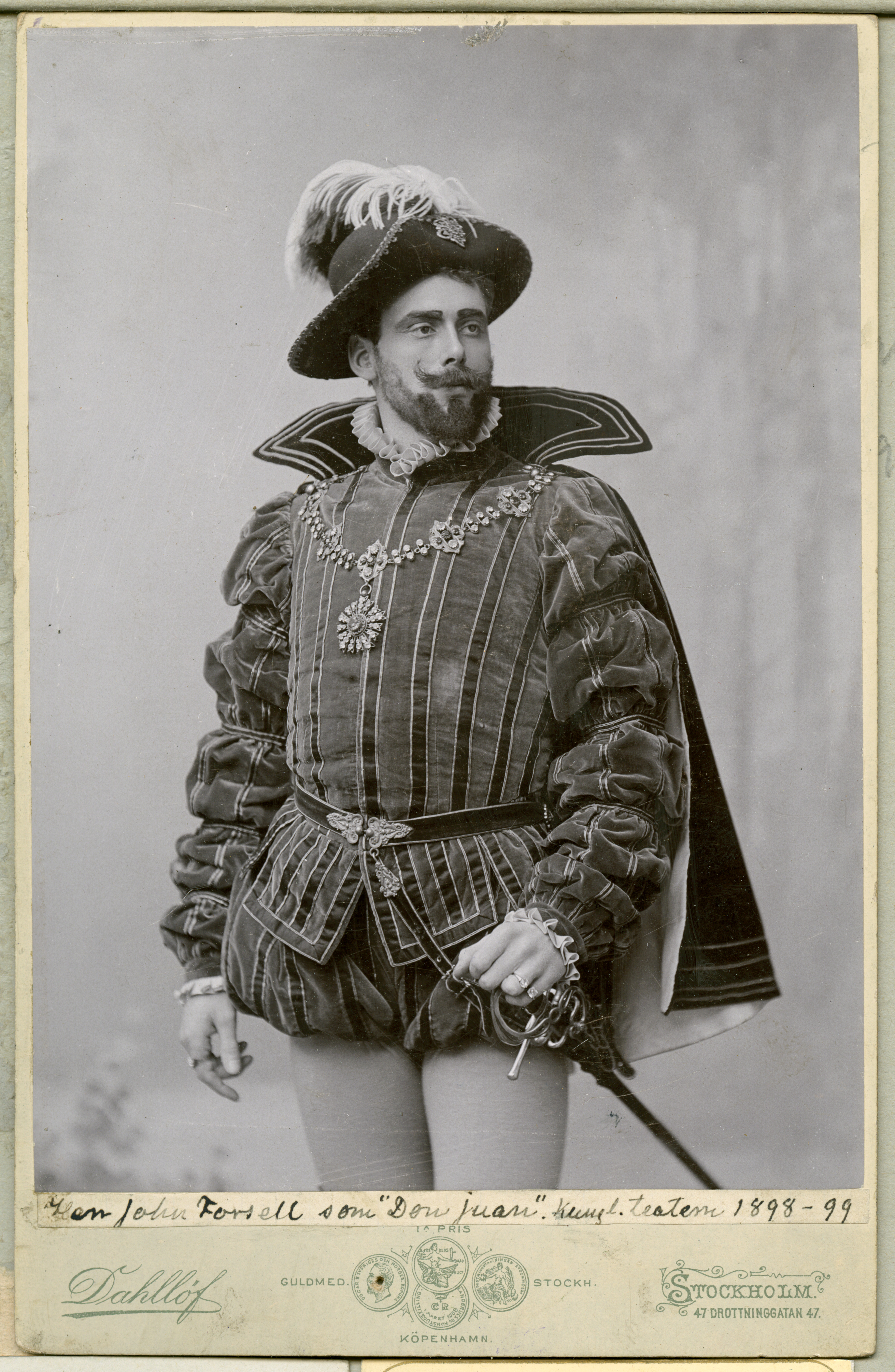
John Forsell i titelrollen på Kungliga teatern 1898.

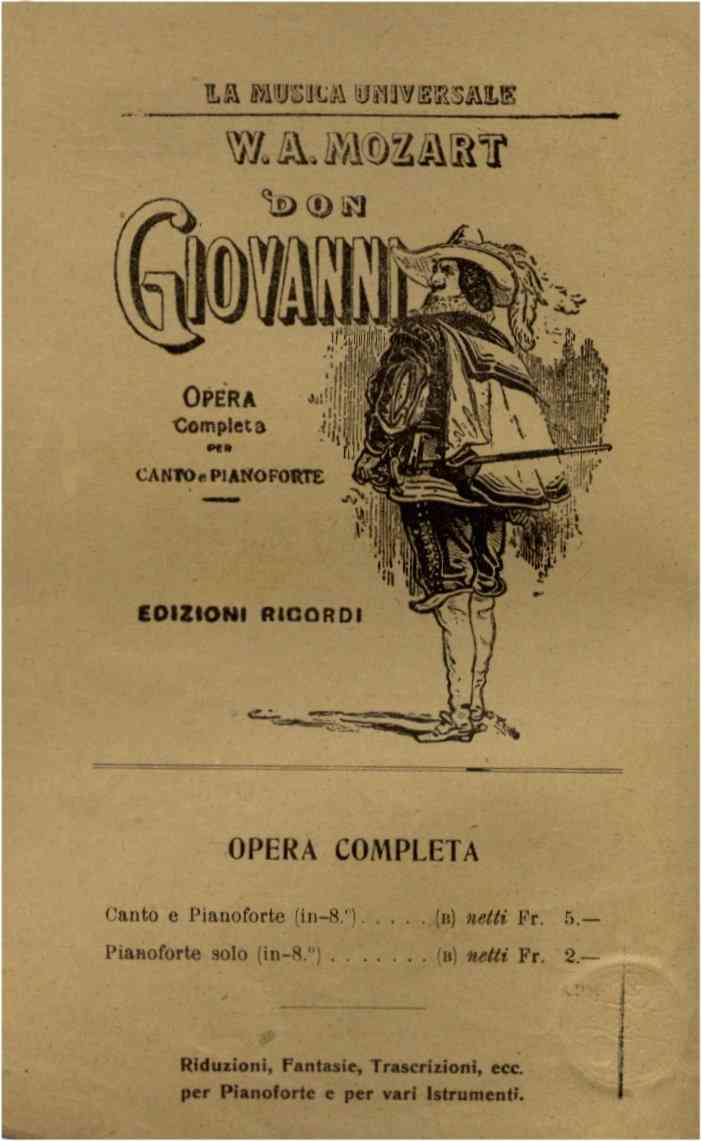
Omslag till italienskt libretto.

Don Giovanni, ibland omnämnd som Don Juan (italienska: Il dissoluto punito ossia il Don Giovanni; ursprunglig svensk titel: Den bestraffade vällustingen eller Don Juan), är en opera (dramma giocoso) K. 527, i två akter av Wolfgang Amadeus Mozart. Den komponerades 1787. Det italienska librettot av Lorenzo Da Ponte är efter en operatext av Giovanni Bertati, som i sin tur bygger på den spanska sägnen om kvinnotjusaren Don Juan.

## Bakgrund
På Mozarts tid, och också långt senare, trodde man att kvinnotjusaren Don Juan Tenoro var en historisk person, en spansk adelsman, som levde under kung Pedro den grymme av Kastilien och som lär ha övat våld mot dottern till Sevillas guvernör och därefter mördat hennes far. Senare har det visat sig att det inte finns bevis för en sådan uppfattning.
I litteraturen möter man gestalten första gången i ett spanskt skådespel El burlador de Sevilla y convidado de piedra (1630), skrivet av Tirso de Molina. Senare kom en lång rad versioner av historien om Don Juan, alla byggda på Tirsos verk. Bland de författare som använde ämnet finner man Molière och lord Byron.

## Produktionshistoria
Då Figaros bröllop uppfördes i Prag var succén så stor att teaterledningen genast beställde en ny opera av Mozart. Han ville fortsätta samarbetet med Lorenzo Da Ponte, men i motsats till Figaros bröllop var det den här gången librettisten som själv kom med förslaget om en opera över berättelsen om den spanske kvinnojägaren don Juan. Da Ponte lånade helt enkelt handlingen från Giovanni Bertatis libretto till Giuseppe Gazzanigas opera Don Giovanni Tenorio, o sia Il convitato di pietra ("Don Giovanni Tenorio, eller Stengästen") som hade uruppförts i Venedig i februari samma år (1787). Huvudrollen skrevs för den 21-årige italienske barytonsångaren Luigi Bassi (1766-1825), som varit greven i Figaros bröllop. När Mozart anlände till Prag i början av september var operan inte riktigt färdig. Sin vana trogen väntade han med en väsentlig del av nedskrivningen till sista tiden före framförandet. Sista eller näst sista natten före premiären skall han ha skrivit ner ouvertyren. Don Juan hade premiär i Prag 29 oktober 1787 och Mozart ledde själv de första fyra föreställningarna. Verket gjorde stor succé och Mozart hyllades som aldrig förr. Mindre lycka gjorde verket vid framförandet i Wien året därefter.
Den svenska premiären ägde rum på Stockholmsoperan den 6 december 1813 med text i översättning av Carl Gustaf Nordforss och den iscensattes åter med premiär den 27 januari 1856 i en nyöversättning av Wilhelm Bauck, den 27 januari 1906, den 5 december 1941, den 7 april 1949 och den 28 september 1961 i en nyöversättning av Erik Lindegren.
Den sattes upp på Göteborgsoperan med premiär den 6 maj 1995 och även med premiär den 15 februari 2003. På Folkoperan har två uppsättningar gjorts: med premiär den 23 januari 1996 och den 30 juli 2006 samt nästföljande år. En mycket uppmärksammad uppsättning gjordes av Etienne Glaser på Stora Teatern i Göteborg 1983.

### Wienversionen
Kort tid efter premiären i Prag sattes operan upp i Wien 1788. Då sjöngs Donna Anna av Aloysia Lange och Donna Elvira av Catarina Cavalieri, för vilken Mozart skrev arian "Mi tradì quel'alma ingrata". Sångaren som skulle sjunga Ottavios parti i Wien hade i jämförelse med tenoren i Prag avsevärt blygsammare färdigheter och hyste dessutom stor skräck för de rikliga koloraturerna i arian ("Il mio tesoro intanto", akt II). Mozart skrev av den anledningen en ny aria ("Dalla sua pace", akt I), medan Ottavios aria i andra akten ersattes av en duett mellan Leporello och Zerlina. I gengäld utgick Leporellos aria.
För att bättra på buffasituationerna och därigenom tillgodose wienarnas smak, komponerade Mozart en ny duett ("Per queste tue manine", akt II) där Zerlina tar tillfånga Leporello, binder honom vid en stol och hotar honom med kniv. Leporello lyckas till sist fly genom ett fönster, fortfarande med stolen vid sin bak. Den här duetten brukar strykas i de flesta uppsättningar av Don Giovanni. I Wien uteslöts sannolikt också den avslutande sextetten, där alla konstaterar att Don Juan är borta och att de därmed måste ta tag i sina liv. Istället slutade operan med titelpersonens dramatiska resa ner till helvetet, och tyngde på så sätt över åt det mera tragiska hållet. Under hela 1800-talet var det kutym att låta verket sluta så.

## Om operan
Don Giovanni är en av Mozarts mest älskade operor, men också en av de mest svårtolkade. Charles Russel har i en publikation visat hur Mozart och Da Ponte hade diametralt olika uppfattningar om operans natur när de skrev musik och libretto var för sig. Mozart såg berättelsen om Don Giovanni som något i högsta grad allvarligt. Dessa två motsatta uppfattningar ger stundtals operan en dubbelnatur. Till exempel är det mycket oklart om Zerlina i slutet av akt I utsätts för ett våldtäktsförsök eller bara Don Juans förförelse. Det är karakteristiskt för Don Juans klangvärld att det både i början och i slutet av operan förekommer en terzett med mörka mansröster: Don Juan, kommendören och Leporello. Även dramatiskt visar de båda scenerna upp paralleller: medan den första mynnar ut i kommendörens död, slutar den andra med Don Juans. I ackompanjemanget hörs hotfulla bastoner. Basuner, som redan under barocken brukade användas för att illustrera över- eller underjordiska makter, hörs även i kyrkogårdsscenen (början av akt II), där Don Juan bjuder in stenstatyn till supé. Den mörka, hårda klangen ger stycket en dyster, infernalisk grundton.

### Dramma giocoso
Mozart har själv kallat sitt verk dramma giocoso – ett lustigt drama, och det är tämligen klart att både Da Ponte och Mozart har avsett att skriva en opera buffa i samma stil som Figaros bröllop för Prag. Det var detta publiken ville ha, det var det som operans direktör hade beställt och Mozart hade åtagit sig att leverera. Da Ponte utarbetade också sitt libretto på grundval av en typisk italiensk opera buffa.
Under 1800- och tidiga 1900-talet uppfattades Don Giovanni som en tragedi, och detta gick särskilt ut över Don Juan-gestalten som blev en övermänniska, vilken cyniskt trotsar de högre makterna och samhällets normer i sin jakt efter skönhet och njutning. I enlighet med denna uppfattning slopade man den muntra sextetten (final akt II) som poängterade buffaprägeln och lät i stället operan sluta med Don Juans dramatiska undergång. Därmed slutade operan i samma tonart (d-moll) med vilken ouvertyren börjar.

### Platsen för dramat
Det har varit delade meningar om var man ska placera operans handling. I texten nämns "en stad i Spanien", och Donna Elvira är "en dam från Burgos". Den traditionella uppfattningen är att handlingen utspelas i Sevilla på 1600-talet, alltså med kostymer i senrenässans- eller barockstil.
Det är emellertid mycket som tyder på att Da Ponte och Mozart hade en traditionell italiensk opera buffa-miljö från sin egen samtid i tankarna. Såtillvida är det karakteristiskt att de tre "sammansvurna" i slutet av första akten uppträder maskerade på venetianskt sätt och att Don Juan sjunger sin serenad till ackompanjemang av mandolin och inte gitarr.

## Roller
| Roller                                                        | Röstfack                 | Världspremiär i Prag 29 oktober 1787 (dirigent: Wolfgang Amadeus Mozart) | Premiär i Wien 7 maj 1788 (dirigent: Wolfgang Amadeus Mozart) |
| ------------------------------------------------------------- | ------------------------ | ------------------------------------------------------------------------ | ------------------------------------------------------------- |
| Don Giovanni, (Don Juan) en ung, mycket lättfärdig adelsman   | baryton                  | Luigi Bassi                                                              | Francesco Albertarelli                                        |
| Kommendören (Don Pedro)                                       | bas                      | Giuseppe Lolli                                                           | Francesco Busani                                              |
| Donna Anna, kommendörens dotter, trolovad till Don Ottavio    | sopran                   | Teresa Saporiti                                                          | Aloysia Weber                                                 |
| Don Ottavio                                                   | tenor                    | Antonio Baglioni                                                         | Francesco Morella                                             |
| Donna Elvira, dam från Burgos, som Don Juan lämnat            | sopran eller mezzosopran | Katherina Micelli                                                        | Caterina Cavalieri                                            |
| Leporello, Don Juans tjänare                                  | bas eller basbaryton     | Felice Ponziani                                                          | Francesco Benucci                                             |
| Masetto, en bonde                                             | baryton eller bas        | Giuseppe Lolli                                                           | Francesco Busani                                              |
| Zerlina, Masettos fästmö                                      | sopran                   | Caterina Bondini                                                         | Luisa Mombelli                                                |
| Kör: bönder, tjänare, unga damer, musiker, tölpar och tattare |                          |                                                                          |                                                               |

Caterina Cavalieri (Donna Elvira) var den första Konstanze i Enleveringen ur Seraljen; Francesco Benucci (Leporello) var den första Figaro i Figaros bröllop och Mozarts svägerska, Aloisia Weber, sjöng ofta i hans operor.

## Handling

### Akt I
Medan don Juan försöker förföra donna Anna håller hans tjänare Leporello vakt utanför och beklagar sig över sitt besvärliga liv ("Notte e giorno faticar"). Han avbryts i sina betraktelse av don Juan som kommer utrusande ur kommendörens palats med donna Anna hack i häl.
Don Juan döljer sitt ansikte men donna Anna får fatt i honom och ropar på hjälp. Den kommer i gestalt av hennes far som utmanar don Juan på duell. Men han blir nedstucken av don Juan. Leporello har oroligt iakttagit händelsen men ser till sin lättnad att hans herre har överlevt, och de flyr i all hast. När donna Anna får se sin fars lik svimmar hon. När hon vaknar till kräver hon hämnd. Donna Annas tillskyndande trolovade, don Ottavio, svär vedergällning ("Fuggi, crudele, fuggi!").
Leporello förebrår sin herre hans lösaktighet, men deras meningsutbyte avbryts av en beslöjad dam som beklagar sig över att hon har blivit övergiven av sin älskade ("Ah" Chi mi dice mai"). För sent upptäcker don Juan att det är donna Elvira som letar efter honom själv, men han lyckas undkomma och överlåter åt Leporello att berätta för den desperata donna Elvira att hon enbart i Spanien är en av 1003 övergivna älskarinnor ("Madamina, il catalogo"). Hon lämnar chockerad platsen.
Under förberedelserna för ett lantligt bröllop mellan Masetto och Zerlina kommer don Juan av en tillfällighet förbi och blir intresserad av bruden ("Giovinette che fate all'amore"). Han inbjuder alla till fest på sitt slott och skickar gästerna i förväg ("Ho capito, signor sì") så att han får möjlighet att kurtisera Zerlina ("Là ci darem la mano"). Hon skall just ge efter då donna Elvira kommer in och räddar henne, och när även donna Anna och don Ottavio uppenbarar sig försöker han övertyga dem om att donna Elvira är sinnesrubbad. Efter att ha erbjudit sig att hjälpa dem hitta den som har mördat donna Annas far drar han sig skyndsamt tillbaka och det i sista ögonblicket, ty det har gått upp för donna Anna att don Juan är den skurk som dödat hennes far ("Or sai chi l'onore"). Don Ottavio försöker trösta henne ("Dalla sua pace").
På sitt slott trakterar don Juan sina gäster rikligt ("Fin ch'han dal vino" Champagne-arian), och Zerlina gör sitt bästa för att övertyga Masetto om att ingenting har hänt ("Batti, batti, o bel Masetto"). Donna Anna, don Ottavio och donna Elvira kommer maskerade till don Juans fest. Don Juan har lockat in Zerlina i ett sidorum och hon skriker plötsligt till, varpå de kastar sina masker och don Ottavio drar en pistol, men än en gång lyckas don Juan smita.

### Akt II
Leporello tar avsked från sin tjänst, men don Juan mutar honom med pengar och smicker ("Eh via, buffone"). Don Juan har kastat ögon på donna Elviras kammarjungfru och för att nå sitt mål byter han kläder med Leporello, som förklädd till don Juan skall locka bort donna Elvira. Medan don Juan sjunger en serenad för den sköna ("Deh veni alla finestra"), kommer Masetto med några kamrater. De är ute efter att prygla don Juan, men eftersom han är insvept i Leporellos kappa tar de honom för tjänaren, och sedan han skickat Masettos vänner i olika riktningar för att leta utnyttjar han chansen att ge Masetto ett rejält kok stryk ("Metà di voi qua vadano"). Zerlina kommer springande och måste trösta honom ("Vedrai, carino"), och på så sätt försonas de igen. Donna Elvira och den förklädde Leporello står i farstun till donna Annas palats. Leporello har fått nog av donna Elviras kärleksförklaringar och vill helst bli av med henne ("Sola, sola, in buio loco"). Då kommer donna Anna och don Ottavio hem ledsagade av fackelbärare. De lägger inte märke till besökarna förrän Masetto och Zerlina anländer i sitt sökande efter don Juan. Alla känner tydligt igen don Juan, alias Leporello. Donna Elvira försöker försvara sin älskare, men han röjer vem han är, ber om nåd och rymmer ("Ah, pietà, signori miei"). Don Ottavio lugnar sällskapet och föreslår att man går till polisen ("Il mio tesoro intanto"). 
Don Juan har flytt in på kyrkogården där han träffar Leporello som är mycket illa till mods, särskilt då don Juans lättsinnigs skratt avbryts av en röst ur graven som förkunnar att hans skratt kommer att få ett brått slut. Don Juan tvingar den dödsförskräckte Leporello att gå fram och läsa inskriptionen på den staty som tycks ha talat, och han konstaterar att det är kommendören som väntar på att ta hämnd. Don Juan inbjuder övermodigt statyn på middag och får en nick till svar ("O statua gentilissima").
I donna Annas rum försöker don Ottavio övertala henne till giftermål men hon vill vänta därmed.
Don Juan håller på förbereda måltiden då donna Elvira än en gång kommer och ber honom ändra sin livsföring eftersom han är i fara, men han avvisar henne hånfullt. Då hon är på väg ut ur palatset upphäver hon ett skrik och Leporello som skickas ut för att ta reda på hur det är fatt, blir lika skräckslagen. Utanför står nämligen statyn ("Don Giovanni, a cenar teco m'invitasti"). Han kräver att don Juan ska ångra sig och lova bot och bättring, men denne vägrar stolt och räcker trotsigt handen åt statyn. I samma ögonblick störtar han ned i helvetets plågor.
I en moraliserande final samlas alla och berättar om sina framtidsplaner innan de tillsammans lovsjunger moralens seger. Don Ottavio ber åter donna Anna gifta sig med honom men hon kräver åter ett års betänketid. Donna Elvira förklarar sig vilja gå i kloster, och Masetto och Zerlina gläder sig åt sin bröllopsmiddag. Leporello tänker söka sig en bättre herre att tjäna.

## Diskografi (urval)
- Don Giovanni ; Die Zauberflöte ; Le nozze di Figaro. - Innehåll: Utdrag ur akt 1 från föreställning på Kungliga Operan, 1952 ; Utdrag ur akt 1 & 2 från föreställning på Kungliga Operan, 1961 ; Utdrag ur akt 2 från föreställning på Kungliga Operan, 18 november 1965.
- Don Giovanni. Della Casa, Danco, Siepi, Corena, Dermota. Kör från Wiener Staatsoper. Wiener Philharmoniker. Krips, dirigent. Decca (ADD) 478 1389. 3 CD.[11]